# Ockelbo
Ockelbo è una città della Svezia, capoluogo del comune omonimo, nella contea di Gävleborg. Ha una popolazione di 2.709 abitanti.